# Chimaeropsylla haddowi
Chimaeropsylla haddowi är en loppart som beskrevs av Smit 1952. Chimaeropsylla haddowi ingår i släktet Chimaeropsylla och familjen Chimaeropsyllidae. Inga underarter finns listade i Catalogue of Life.